# Imiesłów przymiotnikowy czynny
Uzasadnienie:  ten artykuł powtarza informacje zawarte w artykule Imiesłów
Imiesłów przymiotnikowy czynny – nieosobowa forma czasowników niedokonanych mówiących o sprawcy czynności.
Dla czynności teraźniejszej tworzy się go za pomocą cząstki -ący (np. biorący, tworzący, rozumiejący, piszący). Cząstkę tę dodaje się do tematu 3. osoby liczby mnogiej czasu teraźniejszego czasownika (np. pisać → pisz-ą → piszący; rozumieć → rozumiej-ą → rozumiejący). Podobnie jak przymiotnik odmienia się przez liczby, przypadki i rodzaje. W przeciwieństwie do przymiotnika nie odmienia się przez stopnie.
Czynności w przeszłości opisywane są przez imiesłowy przymiotnikowe przeszłe czynne, które są rzadko używane, a nowych się nie tworzy.
Tworzono je z aspektu dokonanego czasownika oraz cząstki -ły, -ła, -łe, -li (np. zwiędła, zbiegli, zeszłe, zrozumiały, osiwiały). Są postrzegane jako przymiotniki.
Przykład imiesłowów przymiotnikowych czynnych (r.m.M.l.p) od czasownika bazowego więdnąć:
- imiesłów przymiotnikowy czynny więdnący (aspekt niedokonany)
- imiesłów przymiotnikowy przeszły czynny zwiędły (aspekt dokonany)